# تپه زرناس
تپه زرناس مربوط به دوران تاریخی پس از اسلام میانه‌است و در استان اردبیل و محله شهرک توحید واقع شده است.این اثر در تاریخ ۱ مرداد ۱۳۸۶ با شمارهٔ ثبت ۱۹۲۲۸ به‌عنوان یکی از آثار ملی ایران به ثبت رسیده است.